# OC Oerlikon
OC Oerlikon (CI-conforme œrlikon, origine Oerlikon) è un gruppo industriale nel settore alte tecnologie con sede a Freienbach, nel quartiere Pfäffikon SZ in Svizzera.

## Storia

### Oerlikon-Bührle

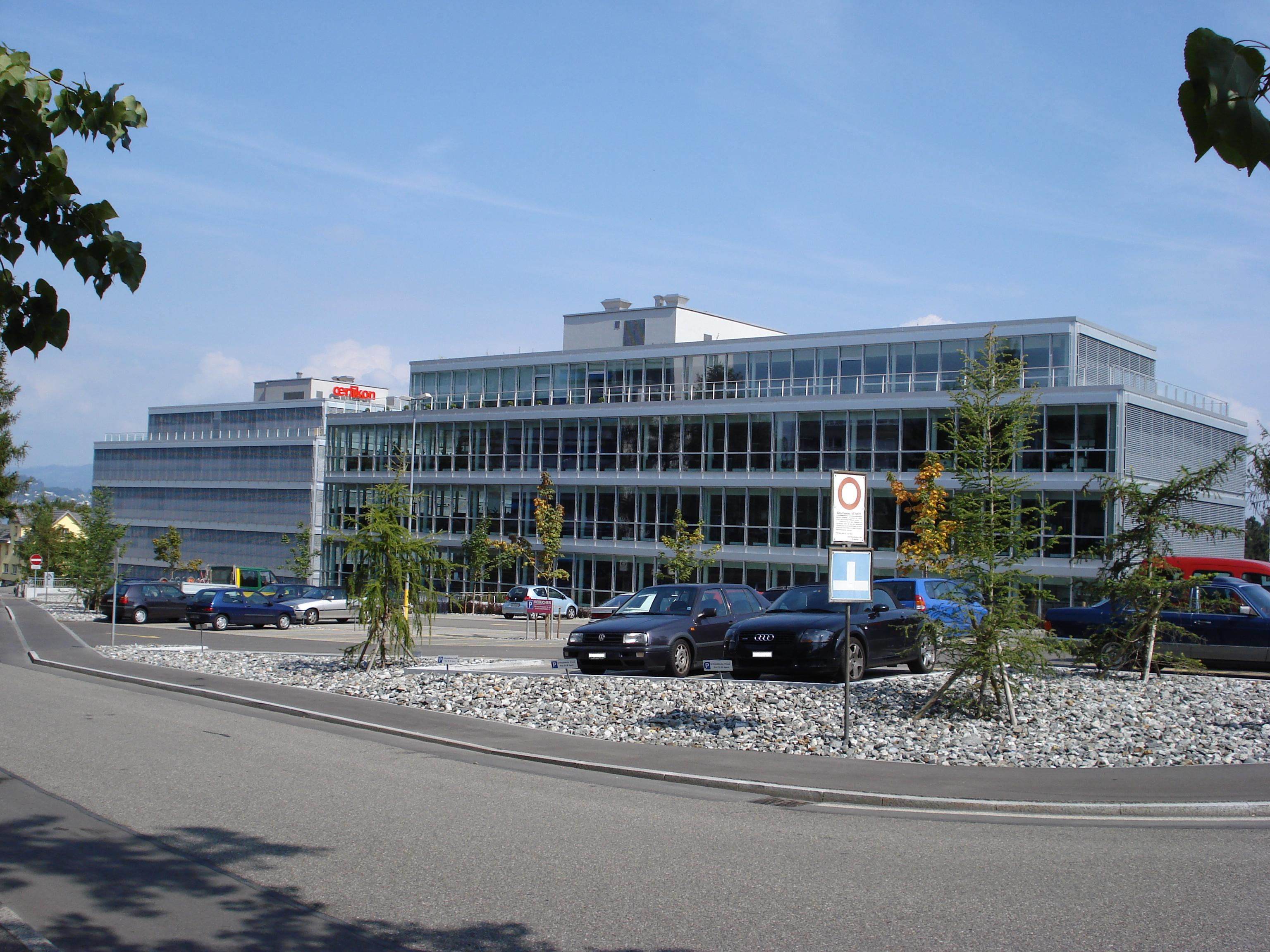
Sede a Pfäffikon

L'azienda, fondata nel 1906 come Werkzeugmaschinenfabrik Oerlikon, nel 1973 divenne Oerlikon-Bührle Holding, e negli anni 2000 è stata acquistata dalla Unaxis. Nel 2005 il gruppo austriaco Victory Industriebeteiligung AG ha acquisito la maggioranza delle azioni della Unaxis e con il nome OC Oerlikon dal settembre 2006 scorporata dal gruppo. Alla fine del 2006 la Adolph Saurer AG acquisì il capitale integrandola. Nel maggio 2010 è avvenuta una nuova ricapitalizzazione.

## Struttura
La Oerlikon in agosto 2013 ha cinque branche aziendali:
- Oerlikon Coating / Oerlikon Balzers (Tecnologia dei rivestimenti)
- Oerlikon Vacuum / Oerlikon Leybold Vacuum (Tecnologia del vuoto)
- Oerlikon Textile (Tecnologia tessile)
- Oerlikon Drive Systems (Tecnologia delle trasmissioni)
- Oerlikon Advanced Technologies (Meccanica di precisione)

La Oerlikon Components, nota anche come Oerlikon Advanced Technologies, si occupa di microelettronica. La Oerlikon Esec nell'aprile 2009 è stata acquisita dall'olandese BE Semiconductor Industries. Nel giugno del medesimo anno la Oerlikon Space è stata acquisita dalla RUAG Holding. La Oerlikon Optics (ottica), dall'agosto 2009 Oerlikon Optics Shanghai, è della EIS Optics.
Dal 2 marzo 2012 la Tokyo Electron è stata socia della Oerlikon Solar, la quale aveva la sede a Trübbach e occupava 675 persone in otto sedi nel mondo. Ha chiuso il 27 novembre 2012. Il 3 dicembre dello stesso anno la divisione tessile delle fibre naturali Oerlikon è stata venduta alla cinese Jinsheng. L'azienda si concentra sulle fibre tessili sintetiche.

## Proprietà
La proprietà della OC Oerlikon è rappresentata dalla tabella qui sotto al 2010:
| Azioni  | Proprietà        | Nota |
| ------- | ---------------- | ---- |
| 43,04 % | Liwet Holding AG |      |
| 56,96 % | Flottante        |      |